# گون‌باتان (پوسوف)
گون‌باتان (به ترکی استانبولی: Günbatan) یک منطقهٔ مسکونی در ترکیه است که در پوسوف واقع شده‌است.